# LaVonda Wagner
LaVonda Wagner (Bristol, Virginia, 1964. április 24. –) amerikai kosárlabdázó, kosárlabdaedző és a Fox Sports Networks elemzője. 2005 és 2010 között az Oregon State Beavers női kosárlabdacsapatának vezetőedzője volt; több játékos és edző távozását követően kirúgták.

## Fiatalkora
Az észak-karolinai Mars Hill Főiskolán testnevelés szakon alapdiplomát szerzett, valamint kosárlabdázott és röplabdázott. Elnyerte az All-America elismerést, 1998-ban pedig az egyetemi dicsőségcsarnok tagja lett. 1988-ban a Kelet-tennessee-i Állami Egyetemen sportadminisztrátori mesterdiplomát szerzett.

## Edzőként
Az East Tennessee State Buccaneers és az Illinois Fighting Illini legjobb toborzói között volt. 2002 és 2005 között a Duke Blue Devils helyetteseként dolgozott.
A 2005–2006-os szezonban az Oregon State Beaversnél 16–15-ös eredményt ért el és kijutottak a National Invitation Tournamentre. 2007-ben szerződését 2012-ig meghosszabbították, azonban 2010-ben kirúgták.

## Fordítás
- Ez a szócikk részben vagy egészben  a   LaVonda Wagner című angol Wikipédia-szócikk ezen változatának fordításán alapul.  Az eredeti cikk szerkesztőit annak laptörténete sorolja fel. Ez a jelzés csupán a megfogalmazás eredetét és a szerzői jogokat jelzi, nem szolgál a cikkben szereplő információk forrásmegjelöléseként.